# Zambezia (phim)
Zambezia (hay Adventures in Zambezia) là một phim hoạt hình máy tính 3D phiêu lưu tiếng Anh của Nam Phi năm 2012. Phim do Wayne Thornley đạo diễn, Andrew Cook, Raffaella Delle Donne và Anthony Silverston viết kịch bản, có sự tham gia lồng tiếng của Jeremy Suarez, Abigail Breslin, Jeff Goldblum, Leonard Nimoy và Samuel L. Jackson, với các vai phụ đảm nhận bởi Jim Cummings, Richard E. Grant, Jenifer Lewis, Jamal Mixon và David Shaughnessy.